# Grand Prix-seizoen 1894
In het Grand Prix-seizoen 1894 werd voor het eerst in de geschiedenis een kampioenschapsautorace gereden, namelijk Parijs-Rouen op 22 juli 1894.

## Kalender
| Ronde | Datum   | Grand Prix               | Circuit        | Winnaar              | Constructeur   | Verslag |
| ----- | ------- | ------------------------ | -------------- | -------------------- | -------------- | ------- |
| 1     | 22 juli | Grand Prix van Frankrijk | Publieke wegen | Jules-Albert de Dion | De Dion-Bouton | Verslag |

1894 · 1895 · 1896 · 1897 · 1898 · 1899 · 1900 · 1901 · 1902 · 1903 · 1904 · 1905 · 1906 · 1907 · 1908 · 1909 · 1910 · 1911 · 1912 · 1913 · 1914 · 1915 · 1916 · Eerste Wereldoorlog · 1919 · 1920 · 1921 · 1922 · 1923 · 1924 · 1925 · 1926 · 1927 · 1928 · 1929 · 1930 · 1931 · 1932 · 1933 · 1934 · 1935 · 1936 · 1937 · 1938 · 1939 · 1940-1945 (Tweede Wereldoorlog) · 1946 · 1947 · 1948 · 1949 
 Lijst van Grand Prix-wedstrijden voor 1950